# Dancing with the Stars (Hoa Kỳ - mùa 8)
Mùa giải thứ tám của Dancing with the Stars bắt đầu lên sóng vào Chủ nhật, 15/01/2012 trên kênh ABC.